# Donald Rubin
Donald Bruce Rubin (n. 22 decembrie 1943, Washington, D.C., SUA) este un profesor emerit de statistică la Universitatea Harvard, unde a fost șeful departamentului de statistică timp de 13 ani. De asemenea, predă la Universitatea Tsinghua din China și la Universitatea Temple din Philadelphia.
Este cunoscut mai ales pentru Modelul Cauzal Rubin, un set de metode concepute pentru inferență cauzală pe baza datelor observaționale, și pentru metodele sale de tratare a datelor lipsă.
În 1977 a fost ales Fellow al American Statistical Association.

## Biografie
Rubin s-a născut în Washington, D.C. într-o familie de avocați evrei.
A urmat cursurile programului doctoral accelerat de la Universitatea Princeton, unde a făcut parte dintr-un grup de 20 de studenți mentorat de fizicianul John Archibald Wheeler (intenția programului era ca studenții să obțină diploma de doctor în 5 ani de la începerea facultății). A schimbat ulterior domeniul către psihologie și a absolvit în 1965.
A început studiile de master și doctorat în psihologie la Harvard cu o bursă oferită de National Science Foundation, însă, deoarece pregătirea sa în statistică a fost considerată insuficientă, a fost obligat să urmeze cursuri introductive de statistică.
Rubin a devenit apoi doctorand în statistică sub îndrumarea lui William Gemmell Cochran în cadrul departamentului de statistică de la Harvard. După obținerea doctoratului în 1970, a lucrat la Educational Testing Service începând cu 1971 și a fost cadru didactic invitat la nou-înființatul departament de statistică de la Universitatea Princeton.
A publicat lucrările sale fundamentale despre Modelul Cauzal Rubin între 1974 și 1980, lucrări de referință despre potrivirea scorului de propensitate (propensity score matching) la începutul anilor 1980 împreună cu Paul R. Rosenbaum, și un manual despre acest subiect, împreună cu laureatul Nobel în economie Guido Imbens, în 2015.